# Тарасенко Євген Володимирович
Євген Володимирович Тарасенко (* 3 березня 1983, Черкаси, УРСР) — український футболіст, захисник черкаського «Славутича». Перейшов до одеського клубу з львівських «Карпат» 19 лютого 2011 року, уклавши контракт на 1,5 роки. Брат футболіста Олега Тарасенка.